# Jack Sharkey
Jack Sharkey (26. oktober 1902 i Binghamton, New York, USA – 17. august 1994 i Beverly, Massachusetts) var verdensmester i sværvægtsboksning 1932 – 33
Han var af litauisk afstamning og hans egentlige navn var Josef Paul Zukauskas men han tog sit nye efternavn efter en kendt irsk bokser Thomas Sharkey (1873-1953).

## Boksekarriere
I 1929 blev Jack Sharkey amerikansk mester i sværvægt efter han besejrede Tommy Lougran på knockout, i en kamp i Yankee Stadium, New York. Denne sejr gav han mulighed for at få en titelkamp om det verdensmesterskab i sværvægt, der var ledigt efter at Gene Tunney havde trukket sig tilbage. Den 12. juni, 1930 mødte han derfor den tyske bokser Max Schmeling i en titelkamp. Resultatet blev at Sharkey, selvom havde slået Schmeling ud, blev diskvalificeret i fjerde omgang, da han havde ramt sin modstander under bæltestedet. Schmeling blev herefter udråbt som verdensmester, og blev derved den eneste bokser, der nogensinde har vundet titlen via en diskvalifikation. 
I oktober 1931 besejrede Sharkey imidlertid den italienske sværveægter Primo Carnera, og han fik derfor en ny chance til at bokse om verdensmestertitlen mod Schmeling. Den 21. juni 1932 i Madison Square Garden på i New York, blev Jack Sharkey verdensmester på point efter 15 runder, dog i en meget omdiskuteret afgørelse pga. uenighed blandt dommerne.
Sharkey tabte den 29. juni 1933 sin verdensmestertitel til Primo Carnera.
I 1994 blev Jack Sharkey optaget i International Boxing Hall of Fame.